# Jan Lipolt Voračický z Paběnic
Jan Lipolt (Leopold) Voračický z Paběnic (německy Johann Leopold Woracziczky von Babienitz, 1620 - 1661, nebo 1656) byl český šlechtic z rodu Voračických z Paběnic.

## Život
Narodil se jako syn Jana Vojtěcha († 1627) a jeho manželky Kateřiny Chrtovny ze Rtína, kteří od roku 1594 vlastnili Měšetice. Po jejich smrti pak majetek převzali jejich synové, bratři Jan Ilburk, Jan Lipolt a Vilém. 
Jan Lipolt, stejně jako jeho bratři, stál ve stavovském povstání na straně císaře. Sloužil v císařské armádě v hodnosti rytmistra, na katolické straně zasahoval v roce 1620 proti českým povstalcům a také v dalších bitvách třicetileté války bojoval proti saským a švédským okupantům. 
Císařským diplomem z 1. června 1641 byl s uznáním za věrné služby císaři povýšen na svobodného pána. Zastával úřad královského rady, komorníka a generála-válečného komisaře v Čechách a na Moravě.

## Rodina
Jan Lipolt byl třikrát ženat:
1. Lidmila Veronika Leskovcová z Leskovce ovd. 1642, † 9. února 1659
2. Markéta Magdalena Anna Kořenská z Terešova - syn Vojtěch Jiří
3. Ozijana Beřkovská ze Šebířova († 1630)

Jeho třetí manželka Ozijana Beřkovská ze Šebířova vdova po zabitém Ladislavu Ostrovcovi z Kralovic koupila v roce 1623 jeho statek Proseč, který mu byl pro účast na stavovském povstání v roce 1623 zkonfiskován. Tento majetek po její smrti zůstal Janu Lipoltovi. Voračičtí statek drželi do začátku 18. století, kdy byl rozdělen na menší části a Proseč odkoupil Josef Běšina z Běšin a od něho v roce 1724 Felix František Leopold Šenovec z Ungersvertu.
Jan Lipolt Voračický z Paběnic zemřel v roce 1661 a byl pochován ve františkánském klášteře v Jindřichově Hradci.